# Rhizophagus sculpturatus
Rhizophagus sculpturatus es una especie de coleóptero de la familia Monotomidae. Prefiere coníferas.

## Distribución geográfica
Habita en la Columbia Británica  y el oeste de Estados Unidos.